# 비단길
비단길(緋緞路, 비단로) 또는 실크로드(Silk Road)는 기원전 2세기부터 서기 15세기 중반까지 사용된 유라시아 무역망이였다. 6,400km(4,000마일) 이상에 걸쳐 동서양 세계 간의 경제, 문화, 정치, 종교적 교류를 촉진하는 데 중심적인 역할을 했다. “비단길(Silk Road)"이라는 이름은 19세기 후반에 처음 만들어졌지만, 20세기 및 21세기 일부 역사가들은 중앙, 동, 남, 동남, 서아시아는 물론 동아프리카와 남유럽을 연결하는 복잡한 육로와 해로를 더 정확하게 설명한다는 이유로 실크루트(Silk Routes)라는 용어를 선호한다.
비단길은 주로 중국에서 생산된 수익성이 높은 비단 직물의 무역에서 유래한 이름이다. 이 무역망은 기원전 114년경 중국 한나라(기원전 202~220년)의 사절 장건의 임무와 탐험을 통해 한나라가 중앙아시아로 확장하면서 시작되었다. 중국인들은 무역품의 안전에 큰 관심을 가졌고, 무역로를 보호하기 위해 만리장성을 확장했다. 기원전 1세기까지 중국의 비단은 로마, 이집트, 그리스에서 널리 인기를 끌었다. 동양의 다른 수익성 높은 상품으로는 차, 염료, 향수, 도자기 등이 있었고 서양 수출품으로는 말, 낙타, 꿀, 포도주, 금 등이 있었다. 신흥 상인 계층에게 막대한 부를 창출한 것 외에도 종이와 화약과 같은 상품의 확산은 유라시아를 비롯한 여러 지역의 정치사에도 큰 영향을 미쳤다.
비단길은 흑사병과 몽골 정복과 같은 주요 사건으로 대표되는 대륙 전체에 걸쳐 엄청난 정치적 변화가 있었던 시기에 활용되었다. 무역망은 고도로 분산되어 있었고 보안도 취약하여 여행자들은 산적과 유목민의 끊임없는 위협과 험난한 지형의 긴 여정에 직면해야 했다. 비단길 전 구간을 직접 여행하는 개인은 거의 없었고, 대신 중간 기착지에 위치한 중개인에게 의존해야 했다. 이 무역망은 상품뿐만 아니라 종교(특히 불교), 철학, 과학 사상의 전례 없는 교류를 촉진했으며, 그 중 많은 부분이 길을 따라가는 사회에서 혼합되었다. 마찬가지로 다양한 사람들이 이 경로를 이용했다. 전염병과 같은 질병도 비단길을 따라 퍼져 흑사병의 원인이 되었을 가능성이 있다.
1453년부터 오스만 제국은 다른 화약 제국들과 육로를 장악하기 위해 경쟁하기 시작했고, 유럽 정치권은 무역 파트너에 대한 영향력을 확보하는 동시에 대안을 모색하게 되었다. 이는 대항해 시대와 유럽 식민주의, 그리고 세계화가 더욱 강화되는 시대가 시작되는 계기가 되었다. 21세기에는 “신실크로드”라는 명칭이 역사적인 무역로를 따라 진행되는 여러 대형 인프라 프로젝트를 설명하는 데 사용되며, 가장 잘 알려진 프로젝트는 유라시아 육상대교와 중국 일대일로 이니셔티브(BRI)가 있다. 2014년 6월, 유네스코는 실크로드의 장안-톈산 회랑을 세계문화유산으로 지정했지만 인도 구간은 잠정 목록에 남아 있다.

## 이름
실크로드는 중국에서 처음 발달한 수익성 높은 비단 무역에서 유래한 이름으로, 무역로를 광범위한 대륙 횡단 네트워크로 연결한 주요 원인이기도 하다. 그것은 독일어 용어인 Seidenstra ße (문자 그대로 "실크로드")에서 유래되었고, 1868년부터 1872년까지 7차례 중국 원정을 다녀온 페르디난트 폰 리히트호펜이 1877년에 처음 대중화했다. 그러나 이 용어 자체는 그 이전에도 수십 년 전부터 사용되어 왔다. “실크루트"라는 대체 번역도 가끔 사용된다. 이 용어는 19세기에 만들어졌지만 20세기가 되어서야 학계에서 널리 받아들여지거나 대중의 인기를 얻게 되었다. 1938년 스웨덴의 지리학자 스벤 헤딘이 '실크로드'라는 제목의 책을 처음 출간했다.
'실크로드'라는 용어의 사용에는 비판적인 시각도 없지 않다. 예를 들어 워릭 볼은 해상에서는 대부분 인도를 통해 이루어지고 육상에서는 소그드인 등 수많은 중개인이 담당했던 중국과의 비단 무역보다 인도 및 아라비아와의 해상 향신료 무역이 로마 제국의 경제에 훨씬 더 큰 영향을 미쳤다고 주장한다. 볼은 이 모든 것을 현대 학계의 '신화'라고 부를 정도로 몽골 제국 시대까지 일관된 육로 무역 시스템이 없었고 동아시아에서 서양으로 상품이 자유롭게 이동하지 않았다고 주장한다. 그는 마르코 폴로나 에드워드 기번과 같이 동서 교역을 논한 전통적인 저술가들이 어떤 경로를 특별히 '비단길'이라고 명명한 적이 없다고 지적한다.
호탄(신장)에서 중국 동부까지 이어지는 실크로드의 남쪽 구간은 기원전 5000년에 비단이 아닌 옥을 운반하는 데 처음 사용되었으며, 지금도 여전히 이 용도로 사용되고 있다. 비단 무역의 규모가 훨씬 크고 지리적으로 광범위하지 않았다면 '실크로드'라는 용어보다는 '제이드 로드'라는 용어가 더 적절했을 것이며, 현재 중국에서는 이 용어가 사용되고 있다.

## 비단길의 역사적 전개

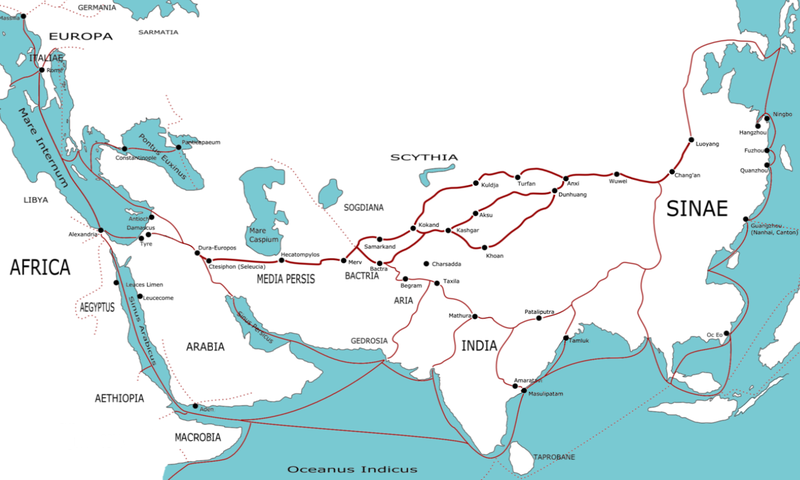
1세기경의 비단길

#### 중국 비단의로마무역
비단길의 주요 교역품은 이름이 나타내듯, 값비싼 중국산 비단과 도자기였다. 동방에서는 로마와 페르시아의 유리 그릇을 탐냈다.
비록 한 차례에 그쳤으나 로마 제국은 중국에 사신을 보내기도 했다. 사신 일행은 콘스탄티노폴리스를 거쳐서 한나라 조정을 찾아왔다. 그들은 중국인들한테 비단 제조법을 물었으나, 중국은 이를 알려주지 않았고, 로마와 직거래를 트고 싶어 하지도 않았다.
당나라 때 비단길을 거쳐 중국의 제지 기술, 차, 도자기, 비단 등이 서쪽으로 갔다. 당시 동서 교역의 주도권을 쥔 쪽은 당나라였다. 이 덕분에 당나라 수도 장안은 국제 도시로 번영을 누렸다.
8세기 중엽 탈라스 전투에서 당나라가 이슬람 제국에 크게 패했다. 중국인 포로 중에 제지 기술자가 있었다. 그리하여 중국의 제지술이 이슬람으로, 나중에는 유럽으로 전해졌다. 이로 인해 이슬람 세계에 행정 혁신이 일어났다. 양피지와 달리 종이는 가볍고 편리하며 가격도 합리적이었다. 종이의 존재는 지식의 생산과 보존을 편리하게 만들어 서양 세계에 르네상스를 선사했다. 아울러 인쇄 혁명의 불길도 지폈다. 그동안 중동 지역의 이슬람 제국들이 비단길 무역에서 주요 역할을 했다.

#### 불교의 전래,간다라 미술
비단길은 유목민들의 무역 통로로 사용되었다. 쿠샨 제국이 불교를 전해받으면서 불교의 간다라 양식이 아시아에 전파되었다.

#### 몽골세계제국과 비단길의 확대
몽골 제국(원나라) 때 다시 중국이 다시 우위를 쥐었다. 몽골 군대는 바그다드를 침략해 초토화했고 이슬람 국가를 점령했다. 그들은 모스크바 공국을 점령하고, 폴란드 왕국까지 공포에 떨게 했다. 이후, 다시 평화가 찾아오자 베네치아 상인 마르코 폴로 일행은 콘스탄티노폴리스를 거쳐 원나라로 먼 여행을 떠났다. 그 여행기록은 『동방견문록』으로 정리되어 후세에 큰 영향을 끼쳤다.

#### 동남아시아와 해상 비단길

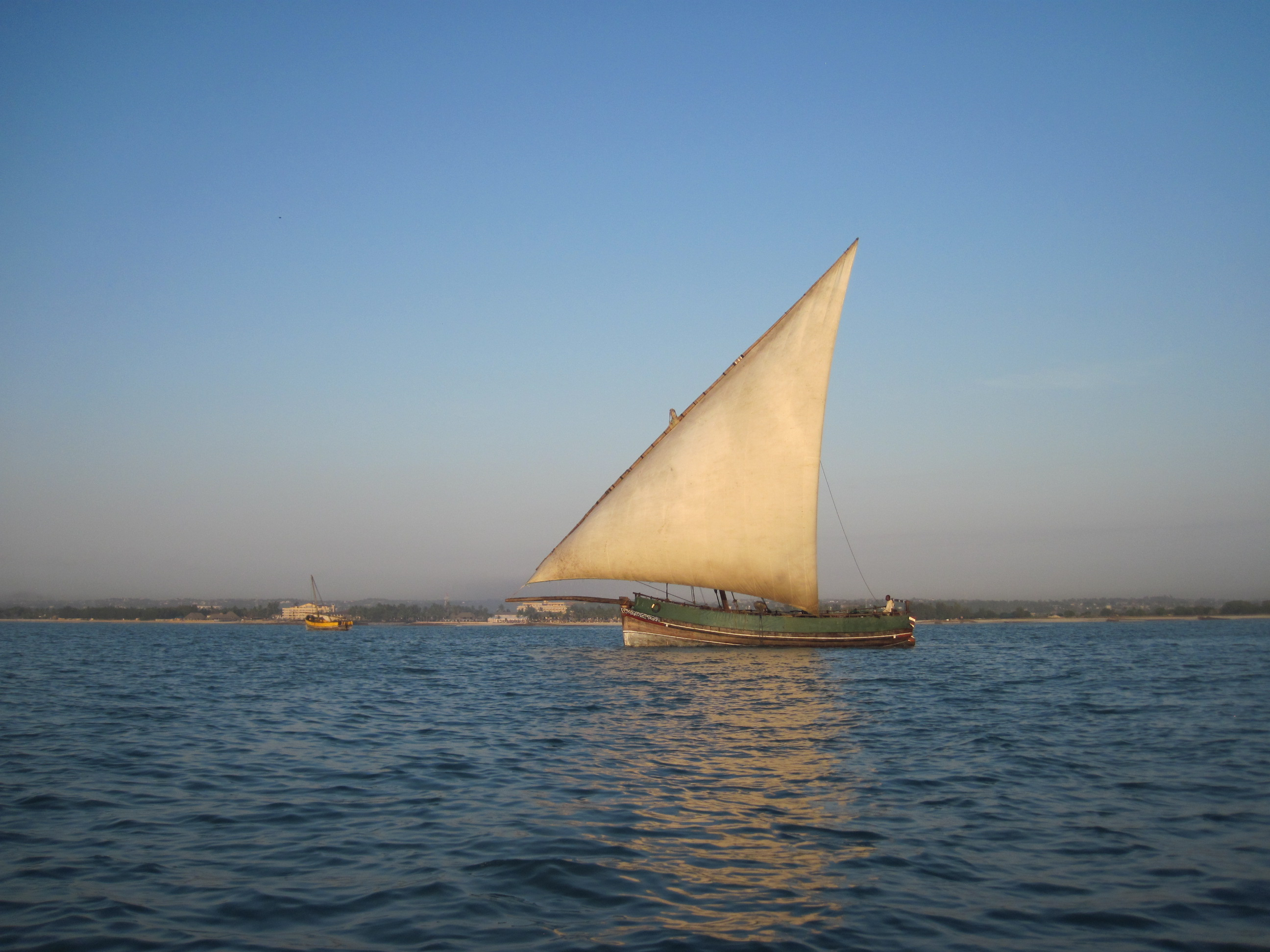
다우선

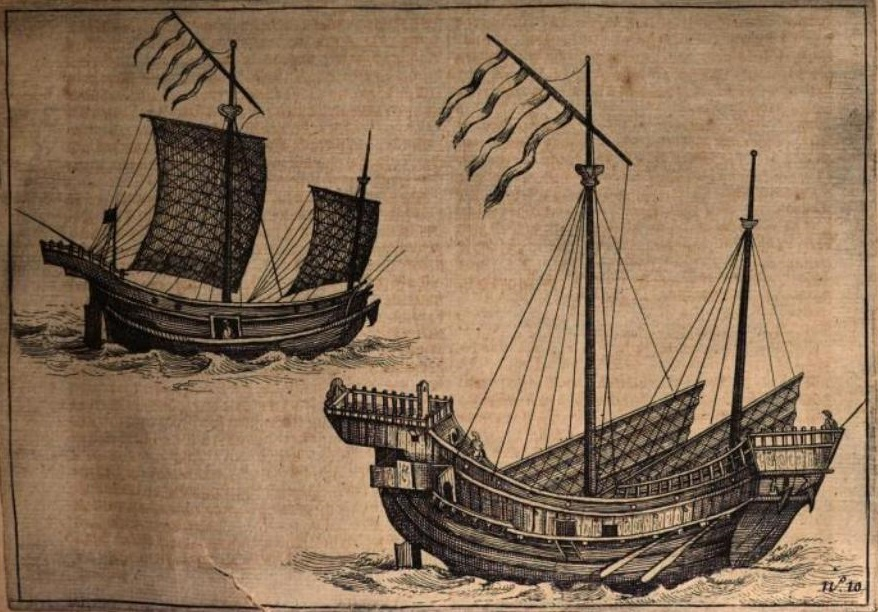
정크선

인도양에서는 독립적인 항구 도시들 사이에 주로 계절풍을 이용해서 교역이 이루어졌다. 12월부터 3월까지 바람은 교역선을 인도에서 아라비아와 동아프리카까지 밀어주었고, 목적지에 도착한 상인들은 4월부터 8월까지 북동쪽으로 부는 습한 계절풍을 타고 귀환했다. 인도양 각 지역에는 자체 상인 연맹이 있었고, 지역 간 경계에는 가장 부유한 항구들이 자리 잡았다. 이 교역로를 따라 중국산 자기가 동아프리카로 대량 유입되었다. 자기, 비단 등의 사치품이 인도양 교역망의 대들보였으나, 1350년에서 1500년 사이에는 곡물 같은 대량 상품의 수송도 중요해졌다. 배는 아라비아해의 전통 선박으로 목재를 무거운 노끈으로 엮어서 조립한 다우선과 중국에서 무거운 가문비나무나 전나무 판재를 큰 쇠못으로 고정해 만든 정크선을 이용했다. 인도양 교역망은 크게 몇 부분으로 나누어져 있었다.

##### 중동(이슬람) 교역망
중동을 중심으로 한 첫째 교역망은 무슬림 상인들이 좌우했다. 아랍과 페르시아 상인들은 아라비아해를 동쪽의 인도, 남쪽의 동아프리카와 연결하는 해상 교역망을 개척했다. 페르시아만 입구에 자리 잡은 호르무즈를 비롯한 항구들은 인도를 오가는 교역을 처리했다. 아라비아반도 남부에 위치한 아덴을 비롯한 항구들은 홍해와의 연계를 지배했다.

##### 동아프리카 교역망
스와힐리 해안을 따라 늘어선 소도시들은 아프리카 요소, 아랍 요소, 페르시아 요소가 뒤섞였다. 스와힐리(Swahill)라는 이름은 '해안'을 의미하는 아랍어 사힐(sahil)의 복수형인 사와힐(sawahil)에서 유래했다. 이 해안 중앙에 자리한 몸바사항이 스와힐리 도시 국가 중 가장 컸지만, 교역망의 중심지는 남쪽의 섬에 정교하게 건설한 소도시 킬와였다. 잠베지강 남쪽의 강력한 짐바브웨 제국이 통제한 내륙 금광의 황금이 킬와로 들어왔기 때문이다. 이 제국의 수도 그레이트 짐바브웨는 78 헥타르에 걸친 대형 석조 건축물들과 약 1만 8000명의 인구가 사는, 이집트 남쪽에서 가장 인상적인 내륙 도시였다.

##### 지중해 교역망
중동의 서쪽 가장자리에는 카이로와 베이루트가 있었다. 이곳 상인들은 지중해의 기독교도 상인들과 연계를 유지했다. 종교적 대립보다 상호 이익을 중시한 도시 국가 베네치아와 제노바는 오래전부터 이 연계를 바탕으로 번영을 누렸다. 이탈리아 북부 사람들은 알프스산맥을 가로질러 북대서양 연안의 저지대 국가들에까지 닿는 교역로를 개척했고, 저지대 도시 브뤼허, 헨트, 안트베르펜의 상인 공동체가 북유럽을 누비고 다녔다. 콘스탄티노폴리스가 오스만 제국에 함락된 뒤 베네치아는 바다와 육지를 통한 전략적 연계를 바탕으로 돈을 더 많이 벌어들였다. 15세기 중엽 대운하를 따라 상점이 줄지어 선 유명한 리알토 시장은 베네치아 상거래의 심장이었다.

##### 인도 교역망
인도양 중부에는 인도 아대륙의 상인 공동체들이 활동했다. 이들은 동쪽의 동남아시아와 동아시아로 향하는 교역과 서쪽의 중동으로 향하는 교역을 처리했다. 인도 중서부 구자라트의 상인들은 오래전부터 중동 교역에서 중요한 역할을 했으며, 중동에서는 구자라트의 고급 가죽 제품, 면과 비단으로 만든 아름다운 카펫을 귀하게 여겼다. 1390년 델리 술탄국에서 독립을 되찾은 구자라트는 인접한 힌두교 국가들로 통제권을 확대했고, 덕분에 구자라트 상인들은 면직물, 인디고 염료 같은 귀종한 교역품을 취급할 수 있어 중동 및 동아프리카 교역망을 재건할 수 있었다.
인도 남부는 동쪽과 서쪽의 장소 사이에서 구자라트와 비슷한 역할을 수행한, 상업 활동의 두 번째 중심지였다. 남서부 말라바르 해안에 위치한 코치와 코지코드 등 항구의 통치자들은 느슨한 내륙 공급망과 다양한 상인 공동체를 통제했다. 아라비아와 페르시아에서 온 상인들이 가장 큰 공동체를 이루었으나, 중동 및 아프리카와 거래하는 유대인 공동체도 오래전부터 자리 잡고 있었다. 남동부 코로만델해안의 다른 항구들은 동인도양 교역에 더 깊이 관여했고, 저 멀리 중국까지 이어지는 상업망이 있었다.

##### 믈라카 교역망
동인도양에서 남중국해로 가는 자연 항로는 말레이반도와 수마트라섬 사이 믈라카해협을 지나는 것이었다. 1407년 정화의 제1차 원정 선단은 귀환하는 길에 수마트라에 근거지를 두고 교역을 방해하던 해적 소굴을 파괴했다. 뒤이은 권력 공백기 동안 믈라카해협에서 말레이반도에 위치한 새로운 항구가 두각을 나타냈다. 안전과 낮은 세율을 제공한 그 항구는 동남아시아와 중국, 인도의 상인을 끌어들였고, 그들의 존재 덕에 믈라카 해협은 중국과 인도의 각종 상품뿐 아니라 말루쿠 제도의 향신료, 미얀마의 루비와 사향과 주석, 수마트라의 황금까지 교역하기 좋은 장소가 되었다. 1500년 직후에 방문한 여행자에 따르면 믈라카의 상인 공동체는 84개 언어를 구사했다고 한다. 왁자지껄한 언어의 소란 속에서 믈라카 관리 네 명이 질서를 유지했다. 한 명은 수많은 구자라트 상인들을, 한 명은 나머지 인도와 미얀마 상인들을, 한 명은 동남아시아 상인들을, 나머지 한 명은 중국과 일본 상인 들을 담당했다.

#### 중국의 일대일로
2015년 중국의 일대일로 사업에 의해 철도, 항로 등 신(新) 비단길이 건설 중이다. 철로는 중국 서부에서 스페인까지 연결된다.

## 3대 간선
서양과 동양을 횡으로 연결하는 길로 세 가지 간선이 있다.

### 초원길
기원전 10세기부터 문명 교류의 주통로로 사용되었던 길이며, 유라시아 북방 초원 지대를 동서로 횡단하는 길이다.
서쪽의 끝인 카스피해 연안 혹은 발트해 남단으로부터 흑해의 동북편과 남러시아의 카스피해와 아랄해 연안을 지나 카자흐스탄과 몽골 고비 사막의 북단 오르혼 강 연안으로 이어진다. 이후 동남향으로 바꾸어 길이를 연장하면 중국의 화북지역과 한반도까지 연결되었다고 볼 수 있다.
일찍이 문명 교류의 처음을 연 비너스상이 1만 년 전에 이 초원로를 따라 북방 유라시아 초원지대에 동서로 널리 전파된 것으로 짐작된다. 기원전 4천~3천년경에는 채도 문화가 이길을 거쳐 서아시아에서 동아시아에 전파되었다는 주장이 있는데, 이러한 의미에서 이 길을 '채도의 길이라고도 부른다. 서아시아에 기원을 둔 청동기나 로마의 유리도 이길을 따라 전파되었다.
일본 사학계의 기마민족설에서 고분문화기(3세기~5세기)의 기마문화도 초원로를 통하여 전달되었다고 여겨진다.

### 오아시스길
오아시스길이란 중앙아시아의 건조지대(사막)과 반사막에 점재하는 오아시스를 연결하여 동서로 뻗은 길을 일컫는다. 사막을 비롯한 건조 지대의 군데군데에 항상 물이 고여 있어 수목이 자라고 인간이 생활할 수 있는 곳이 바로 오아시스다. 오아시스는 사막인들의 생활의 보금자리일 뿐만 아니라, 교역의 중심지로서 거기에서 문물이 집산되고 교통이 발달되어 왔다.
비단길 중에서 가장 심장부에 위치한 오아시스길은 가장 중요한 역할을 수행하였다. 역사시대 전에는 초원로가 많이 이용되었으나 이후에는 오아시스길이 동서교류의 주요 통로로 사용되었다. 기원전 6세기부터 서아시아 지대에는 이미 상당히 발달된 교통로가 만들어졌으나, 파미르 고원이 장애가 되어 완성되고 있지 못했다. 기원전 138~126년 전한의 장건(張騫,~BC 114)이 사절단으로 파견됐을 때 파미르 고원을 지나 대월지에 이르는 오아시스길을 이용했다고 말한다.
또한 남, 북 두 길의 노정을 밝히고 그 길위에 있는 주요 국가들의 중심지와 장안과 안서도호부(간쑤성 둔황시) 그리고 인근 국가들 간의 방위와 거리를 기록하고 있다.

### 바닷길
전성기에 접어든 로마 제국이 남해로를 통한 도서 교역에 적극성을 보이기 시작했다. 이들은 기마 민족인 스키타이의 해외 정복을 이용하여 세력을 넓혔다. 로마의 시장에는 중국, 인도, 동남아시아 각지의 유명 산물이 큰 인기를 끌었다. 1세기 중엽에 로마의 항해사였던 히파루스(Hipalus)가 아라비아인들로부터 인도양 계절풍의 비밀을 알아낸 후, 아테네로부터 홍해를 거쳐 동방 원거리 무역에 획기적인 전기가 마련되었다. 비로소 중국에서 인도로 반출된 비단이 인도 서해안으로부터 해로로 로마에 운송되기 시작하였다. 3세기 중엽에는 로마의 배가 인도차이나나 광동성에 있었다고 생각되는 카티가라(Kattigara)까지 항해하는 상선도 나타났고, 이슬람 발흥 이후에는 동아프리카인들의 성지 순례길을 거꾸로 밟아서 동아프리카 해안 항구들로 중국의 교역품이 이동했다.

## 5대 지선
남북을 연결하는 길로 지선이라 부르고 있지만 문명 교류와 교역에서 중요한 일익을 담당하였으며, 그 노선 또한 대단히 복잡하다. 중세에 있어서의 남북로는 다음과 같은 5개로 나눌 수 있다.

### 마역로
남북로의 맨 동쪽에 있는 길로 초원로의 동쪽 끝인 막북의 오르혼 강 유역에서 카라코룸을 지나 장안이나 유주와 연결된다. 여기에서 다시 화남을 그대로 뻗어 항주나 광주에 닿아서 바닷길과 접한다. 유목 민족들이 장악한 길이기도 하다.

### 라마로
북쪽 끝은 준가리아(Dzungaria) 분지에서 시작해서 고창 서부부 투르판(Turfan)과 타림 분지 동편에 있는 자루기루꾸(러잔)를 지나 티베트의 라사를 거쳐 히말라야 산록을 따라 북인도의 시킴에 이른 후 다시 남하해 인도 갠지스 강 어구에 있는 디무라리프데까지 이어진다. 이길은 기원후 5세기부터 토욕혼에 의해 이용되다가 7~9세기부터는 티베트가 이 일대를 장악하게 되었다. 당과 티베트간의 화친 관계가 유지되는 동안에는 당의 사신이나 구법승들이 이길을 따라 인도에 내왕하였다. 준가리아 분지에서 통일제국을 이룩한 유목민족 이 길을 따라 티베트와 중국 서북과 중부 허난 지방을 정복하였다.

### 불타로
중앙아시아 카자흐스탄에서 출발하여 타슈켄트와 사마르칸드를 거쳐 동서남북 십자로상에 위치한 아프가니스탄 북부의 발흐(Balkh)와 페샤와르(Peshawar, 즉 Gandhara)를 지나 인더스 강 유역을 따라 중인도 서해안의 바루가자(현재 Surat)까지 줄곧 남하하는 길이다. 이 길은 동서남북 교통로의 중심 교차점에 자리하고 있어 동서문명교류와 교역에서 중요한 역할을 감당하였다. 기원전 2000년에 동부 유목 아리아인들에 의해 만들어진 길이다.
불교는 이 길을 따라 북상한 다음 중앙 아시아를 거쳐 동방에 전파되었으며, 법현, 현장 같은 많은 수법승이 이 길로 천축(인도)에가서 수도하였다.

### 메소포타미아로
흑해와 카스피 해 중간지대에 있는 카프카즈(Kavkaz 일명 Caucasus) 북부를 기점으로 하여 트빌리시(Tbilishi)와 타브리즈(Tabriz)를 경유해 티그리스 강과 유프라테스 강 유역을 따라 펼쳐진 메소포타미아를 관통한 후 페르시아 만의 바스라(Bastah) 항까지 이르는 길이다. 일찍이 메소포타미아 문명이 개화한 지대를 지나는 이 길은 고대 문명 전파에 크게 기여하였다.

### 호박로
북방의 발트 해에서 시작해 모스크바와 키예프를 거쳐 유럽과 아시아 대륙의 접지인 콘스탄티노플과 에페수스(에베소, Ephesus)를 지나 지중해 연안을 따라 이집트 알렉산드리아까지 남하하는 길이다.
이 길은 페니키아 시대부터 중요한 호박의 무역로였다.

## 비단길을 소재로 한 작품

### 다큐멘터리
- 신 실크 로드

## 같이 보기
- 비아 살라리아(en:Via Salaria)
- 일대일로
- 사하라 종단 무역

## 관련 서적
- 정수일, "고대 문명 교류사", 사계절(서울), 2001.
- 정수일, "씰크로드학", 창작과 비평사, 2001.

- Grousset, René., 김호동 외 번역, "유라시아 유목제국사", 사계절(서울), 1998.
- Ishida, Mikinosuke., 이동철 외 번역, "장안의 봄", 이산(서울), 2004.
- 프리실라 갤러웨이 외 지음, 양녕자 옮김, "서유기의 삼장 법사, 실크로드에서 진리를 찾다", 아카넷주니어(서울), 2011
- 프리실라 갤러웨이 외 지음, 양녕자 옮김, "위대한 전사 칭기즈칸, 실크로드를 정복하다", 아카넷주니어(서울), 2011
- 프리실라 갤러웨이 외 지음, 양녕자 옮김, "베네치아 상인 마르코 폴로, 실크로드를 따라 동방을 누비다", 아카넷주니어(서울), 2011
- 김대호 지음, "통일신라의 혜초, 실크로드를 왕오천축국전에 담다", 아카넷주니어(서울), 2011
- 김은영 지음, "고구려 장군 고선지, 실크로드에서 용맹을 떨치다", 아카넷주니어(서울), 2011
- 조혜진 지음, "해상왕 장보고, 바다 실크로드에서 활약하다", 아카넷주니어(서울), 2012
- 차무진 지음, "대왕 알렉산드로스, 미지의 실크로드를 가다", 아카넷주니어(서울), 2012
- 김대호 지음, "중국 사신 장건, 실크로드를 개척하다", 아카넷주니어(서울), 2012
- 김은영 지음, "명나라 외교관 정화, 바다 실크로드를 탐험하다", 아카넷주니어(서울), 2012
- 박유상 지음, "알라의 사도 이븐 바투타, 실크로드 세계를 여행하다", 아카넷주니어(서울), 2012

{